# أبو عقال الأغلب بن إبراهيم
أبو عقال الأغلب الثاني بن إبراهيم الأول الاغلبي هو رابع ملوك الدولة الأغلبية، تولى المُلك بعد وفاة أخوه زيادة الله الأول عام 223 هـ وأستمر في الحكم حتى وفاته عام 226 هـ فكانت دولته سنتين وتسعة أشهر وأياماً، وتوفي وهو ابن ثلاث وخمسين سنة وهو أصغر أبناء إبراهيم بن الأغلب وجميع ملوك الأغالبة الذين جاءو من بعده من ذريته، وقد أمن الناس في زمانه، وأحسن إلى الجند، وقطع النبيذ عن القيروان وعاقب على بيعته وشربه، وكان في عهده حروب ومنها وقعة قفصة عندما خرجت عليه قبائل من البربر من لواتة وزاغة ومكناسة فوجه إليهم جيشاً وجعل عليه عيسى بن ريعان الأزدي وهو أحد جنوده، فانتصرت قواته عليهم وأعادهم إلى الطاعة، وقد أوصى بالملك من بعده لابنه مُحَمد الأول بن الأغلب.

## الهوامش
1. ↑  ابن عذاري (1983)، البيان المغرب في اختصار أخبار ملوك الأندلس والمغرب، مراجعة: جورج سيرافان كولان، إفاريست ليفي بروفنسال (ط. 3)، دار الثقافة، ج. 1، ص. 107، OCLC:1158791196، QID:Q115774925ٍ